# コノリジン

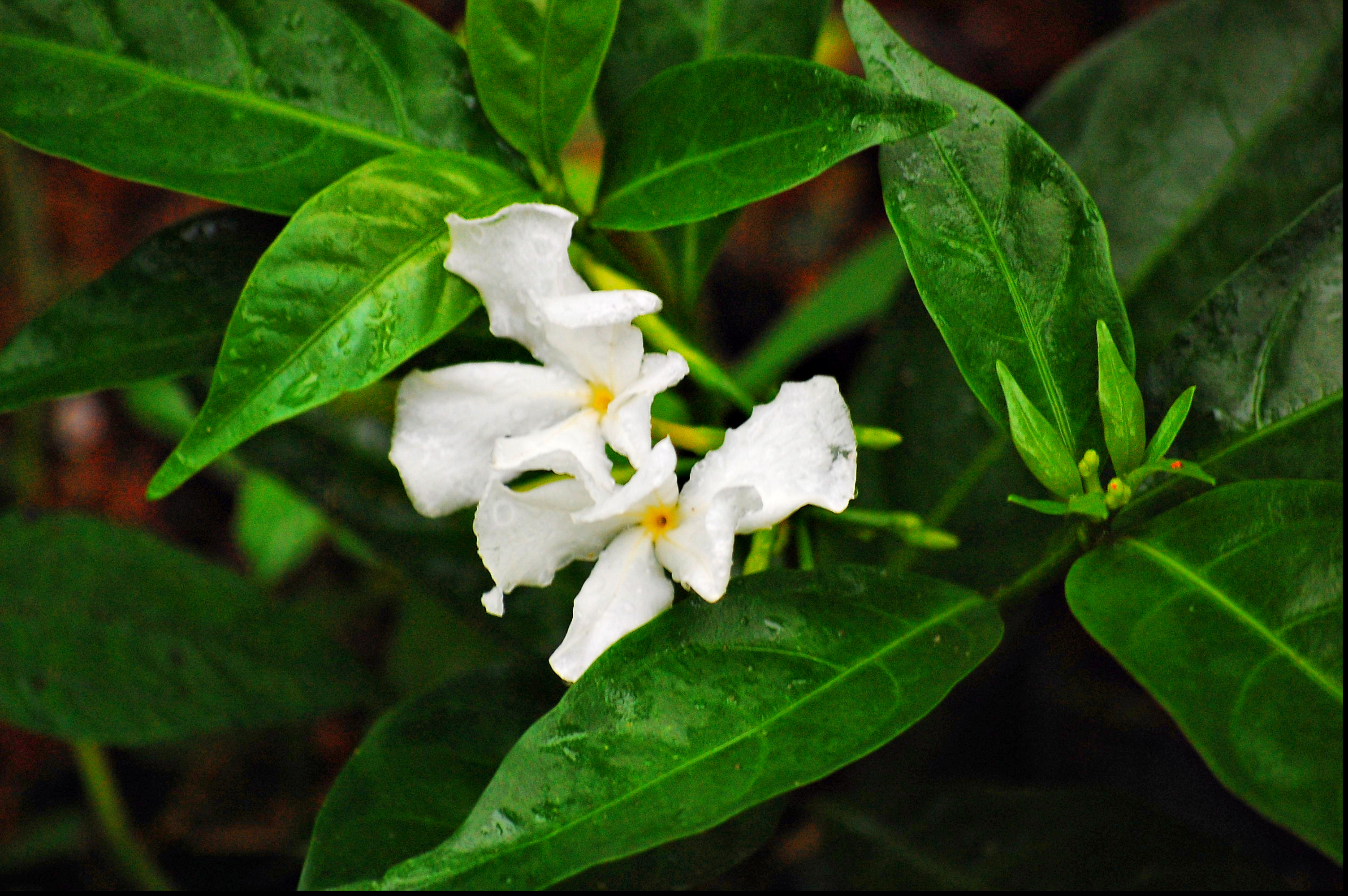
Tabernaemontana divaricata

コノリジン(Conolidine)は、アルカロイドの1つである。予備報告書では、オピオイドに関連する有害な副作用はあるものの、鎮痛剤作用を持つとされているが、未だマウスの評価の段階である。
2004年に、中国医学で用いられてきたサンユウカ(Tabernaemontana divaricate)の樹皮から初めて単離された  。
流通しているアセチルピリジンからの9段階でのコノリジンの合成は、2011年にMicalizio、Bohnらによって報告された。この合成経路では、コノリジンのエナンチオマーも得られ、両エナンチオマーとも鎮痛剤の作用を示す。